# Henry Seemann
Henry Frederik Seemann (13. juni 1875 i København - 10. juni 1948) var en dansk skuespiller, der medvirkede i en række stumfilm 1906-1926.
Han var uddannet grosser, men valgte i 1902 skuespillet og Frederiksberg Teater.
Fra 1907-1913 var han på Casino og siden stjerne som operettesanger på Scala.
Han filmdebuterede i 1908 hos Nordisk Film hvor han indspillede omkring 60 stumfilm og fra 1913- 1914 et mindre antal film for Kinografen. Desuden har han forfattet et enkelt filmmanuskript. I slutningen af 1920'erne fik han biografbevilling på Bagsværd Biograf og senere hen på Kinoteatret i Lyngby.
I sin fritid opdrættede han hunde og indførte flere nye hunderacer til Danmark. Han var søn af vinhandler Emil Edvard Anton Seemann og hustru Cathinka Elisabeth Edvardine Draskau. Den 20. august 1915 blev han gift med skuespillerinde Agnes Seemann (pigenavn: Nørlund). Han døde den 10. juni 1948 og ligger begravet på Gentofte Kirkegård.

## FIlmografi

### Som skuespiller
| - Den Blinde (instruktør Viggo Larsen, 1908) - Karneval (instruktør Viggo Larsen, 1908) - Det bødes der for (som von Holmer, adjudant; instruktør August Blom, 1911) - Dr. Gar el Hama (som Baron von Sternberg, Ediths kæreste; instruktør Eduard Schnedler-Sørensen, 1911) - Gennem Kamp til Sejr (som Løjtnant Seedorf, Monas forlovede; instruktør Urban Gad, 1911) - Livets Løgn (som von Stein, officer; instruktør August Blom, 1911) - Mormonens Offer (som Olaf Gram, ingeniør; instruktør August Blom, 1911) - Operationsstuens Hemmelighed (instruktør William Augustinus, 1911) - Vampyrdanserinden (som Grev von Waldberg, Silvias forlovede; instruktør August Blom, 1912) - Eventyr paa Fodrejsen (som Ejbæk, student; instruktør August Blom, 1912) - Bagtalelsens Gift (som Gaumont, kunstcyklist; instruktør Valdemar Hansen, 1912) - De Tre Kammerater (instruktør August Blom, 1912) - Anförtrodda medel (som Briand, advokat; ukendt instruktør, 1912; Sverige) - Tante Bines Testamente (instruktør Eduard Schnedler-Sørensen, 1912) - Frelserpigen (som Sven, grosserens søn; instruktør William Augustinus, 1912) - Jeg vil ha' en Søn (ukendt instruktør) - Unge Pigers Værn (instruktør Eduard Schnedler-Sørensen, 1912) - Mellem Storbyens Artister (som John, Ullas bror, jockey; instruktør Eduard Schnedler-Sørensen, 1912) - Det store Kup (som Holm, prokurist; ukendt instruktør, 1913) - Kærlighedsprøven (instruktør Eduard Schnedler-Sørensen, 1913) - Scenen og Livet (som Dr. Fillip; instruktør Robert Dinesen, 1913) - Skuespilleren (som von Heine; ukendt instruktør, 1913) - Den store Cirkusbrand (som Brian, balancekunstner; instruktør Einar Zangenberg, 1913) - Stemmeretskvinder (som Mr. Handon, arkitek; instruktør Lauritz Olsen, 1913) - Paa Vildspor (ukendt instruktør, 1913) - Dyrekøbt Venskab (som Udo, officer; instruktør August Blom, 1913) - Hjælpen (instruktør Robert Dinesen, 1913) - Guld der hævner (ukendt instruktør, 1914) - Livets Ubønhørlighed (som Erik, Stillings søn; ukendt instruktør, 1914) - Doktor X (som Vincent, løjtnant, Margarets bror; instruktør Robert Dinesen, 1915) - Zigøjnerblod (som Grev de Barras; instruktør Robert Dinesen, 1915) - Kærlighedens Firkløver (som Aage Krag; instruktør Alfred Cohn, 1915) | - Oldtid og Nutid (som Hans Holm, ingeniør; instruktør Lau Lauritzen Sr., 1915) - Hvem var hun? (som Herredsfuldmægtigen; instruktør Lau Lauritzen Sr., 1915) - Lige for lige (som Grev Aage Holck, premierløjtnant; instruktør Lau Lauritzen Sr., 1915) - Den skønne Evelyn (som Cecil Gray; instruktør A.W. Sandberg, 1916) - Letsindighedens Løn (som Leo von Tharmer, Tennas fætter; instruktør Robert Dinesen, 1916) - Hendes Fortid (som Godsejer Cyril l'Estrange; instruktør A.W. Sandberg, 1916) - Malkepigekomtessen (som Poul Ritter, godsejer; instruktør Robert Dinesen, 1916) - Manden med de ni Fingre III (som Sylvester Jackson, detektiv; instruktør A.W. Sandberg, 1916) - Stakkels Meta (som Poul von Seeburg, kaptajn; instruktør Martinius Nielsen, 1916) - Blandt Samfundets Fjender (som Newton, detektiv; instruktør Robert Dinesen, 1916) - Vaadeskudet (som Ernest Blakely, premierminister; instruktør Hjalmar Davidsen, 1916) - Ene i Verden (som Grev von Löwenborg; instruktør A.W. Sandberg, 1916) - Hjertestorme (som Dr. med. Axel Juel, øjenlæge; instruktør August Blom, 1916) - Du skal elske din Næste (som Torben Hoff, læge og ekscellencens nevø; instruktør August Blom, 1916) - Manden med de ni Fingre IV (som detektiv; instruktør A.W. Sandberg, 1916) - Troen, der frelser (som Sir John Malcolm; instruktør Alexander Christian, 1917) - Manden med de ni Fingre V (som Sylvester Jackson, detektiv; instruktør A.W. Sandberg, 1917) - Hans rigtige Kone (som Lustig, tandlæge; instruktør Holger-Madsen, 1917) - Dommens Dag (som Leo Armin, købmand; instruktør Fritz Magnussen, 1918) - Prinsessens Tilbeder (som Hektor von Gynty, løjtnant; instruktør Alexander Christian, 1918) - Tidens barn (som Ulrich Fürst, direktør for maskinfabrik; instruktør Martinius Nielsen, 1918) - Den lille Danserinde (som Prins Ernst; instruktør Hjalmar Davidsen, 1918) - Krig og Kærlighed (som Løjtnant Thannen; instruktør Holger-Madsen, 1918) - Den grønne Bille (som Hedworth, Sarps søn; instruktør Martinius Nielsen, 1918) - Zigeunerprinsessen (som Grev Tullin til Søttrupholm; instruktør Emanuel Gregers, 1918) - Pigen fra Klubben (som William Fairblanc, opdagelsesrejsende; instruktør Eduard Schnedler-Sørensen, 1918) - Häxan (instruktør Benjamin Christensen, 1922; Sverige) - Fra Piazza del Popolo (som Sir Charles Vernon; instruktør A.W. Sandberg, 1925) - Det store Hjerte (som godsejeren på Bilstrup; instruktør August Blom, 1925) - Klovnen (instruktør A.W. Sandberg, 1926) - Guldgossen (som Fritz, hans son; ukendt instruktør; Sverige) - Dirkens Mester (ukendt instruktør) |

### Som manuskriptforfatter
- Paa de vilde Vover (instruktør A.W. Sandberg, 1915)